# ЭТЦ-161
ЭТЦ-161 — цепной траншейный экскаватор, производившийся с 1961 по 1978 год Мыйзакюласким филиалом Таллинского экскаваторного завода на базе пневмоколёсного трактора МТЗ-50. Стал дальнейшим усовершенствованием предыдущих моделей ЭТН-123 — ЭТН-124. Основной задачей машины было создание траншей прямоугольного сечения под укладку кабелей. Сокращение ЭТЦ означает Экскаватор Траншейный Цепной, в индексе 161 первые две цифры указывают глубину отрываемой траншеи в дециметрах (то есть 1,6 метра), последняя — номер модели.

## История
В 1959 году на Таллинском экскаваторном заводе было развёрнуто производство лёгких траншейных экскаваторов ЭТН-123 на базе пневмоколёсных тракторов МТЗ-5. В 1961 году производство было перенесено в Мыйзакюла, где был организован филиал (Мыйзаклюаский цех) головного предприятия. До 1964 года в Мыйзакюла производилась модель ЭТН-124 на базе трактора МТЗ-5ЛС/МС.
В 1964 году на смену ЭТН-124 пришла новая модель, базовой машиной для которой стал новый, более мощный трактор МТЗ-50. Благодаря возросшей мощности базовой машины удалось увеличить глубину копания с 1,2 до 1,6 метров. Новая машина получила индекс ЭТЦ-161. Производство этой модели продолжалось до 1978 года (к этому времени Таллинский экскаваторный завод уже был преобразован в производственное объединение «Таллэкс»). За все годы было изготовлено 6271 машина. Но уже в 1975 году началось производство следующей модификации экскаватора — модели ЭТЦ-165. Производство последней (а именно ещё раз обновлённого варианта ЭТЦ-165А) продолжалось до 1989 года.

## Технические особенности
Цепной траншейный экскаватор ЭТЦ-161 может работать в минеральных грунтах I и II категорий без каменистых включений и предназначен для использования в населённых пунктах и при полевых работах, когда требуется частое перемещение машины своим ходом. Так же, как и предыдущие модели, экскаватор представляет собой самоходную землеройную машину, снабжённую скребковым рабочим органом. Рабочий орган навешивается сзади на базовый трактор. Впереди машины установлен бульдозерный отвал для закапывания траншеи и разравнивания грунта. Экскаватор снабжён гидравлическим ходоуменьшителем. Всё оборудование навешивается на базовую машину без переделки последней. При работе экскаватор движется вдоль отрываемой траншеи, глубина траншеи регулируется углом опускания рабочего органа. Подъём и опускание рабочего органа производится с помощью одного гидроцилиндра. Бульдозерный отвал приводится в действие отдельным гидроцилиндром.
От предыдущей версии (траншейного экскаватора ЭТН-124) новый экскаватор отличался в первую очередь более мощным базовым трактором, что позволило увеличить глубину траншеи до 1,6 метров. На новой машине установлена гидрофицированная трансмиссия рабочего хода, основанная на насосе НШ-32 и гидромоторе НПА-64. Бесступенчатое изменение скорости рабочего хода позволяет при отрывке траншеи выбирать оптимальную рабочую скорость.
Рабочий орган представляет собой однорядную втулочно-роликовую бесконечную цепь, расположенную на раме. Цепь снабжена ножами для резания грунта и скребками для выноса его из отрываемой траншеи. Заменой ножей и скребков можно устанавливать ширину траншеи на 0,2 и 0,4 метра. Цепь огибает ведущую звёздочку (смонтирована на редукторе привода рабочего органа) и направляющую звёздочку, снабжённую натяжным устройством. На раме расположены также два опорных ролика. Привод цепи рабочего органа осуществляется от двигателя трактора через специальный редуктор и турасный вал. Для предотвращения поломки механизма при встрече с непреодолимым препятствием в кинематической цепи имеется защитное устройство. Сверху рамы закреплёна штанга с башмаком, предназначенным для зачистки дна отрываемой траншеи. Удаление грунта с бермы траншеи производится с помощью двух шнековых конвейеров, устанавливаемых на раме в положении, определяемом глубиной копания и приводимых в действие рабочей цепью через трёхступенчатый редуктор. Машина может отрывать траншеи вдоль стен зданий вблизи от их стен.

## Основные характеристики
В таблице приведены основные технические характеристики экскаватора ЭТЦ-161. Для сравнения рядом приводятся характеристики ЭТН-124.
| Модель                              | ЭТН-124                                     | ЭТЦ-161                                     |
| ----------------------------------- | ------------------------------------------- | ------------------------------------------- |
| Базовая машина                      | МТЗ-5ЛС/МС                                  | МТЗ-50                                      |
| Глубина траншеи, м                  | 1,200                                       | 1,600                                       |
| Ширина траншеи, м                   | 0,2 и 0,4                                   | 0,2 и 0,4                                   |
| Марка двигателя                     | Д-48Л/М                                     | Д-50                                        |
| Мощность двигателя, л. с. (кВт)     | 50 (37)                                     | 55 (40)                                     |
| Рабочая скорость, м/ч               | 0—300                                       | 0—400                                       |
| Транспортная скорость, км/ч         | 1,93—22,4                                   | 1,64—25,8                                   |
| Регулирование рабочей скорости      | гидравлическое                              | гидравлическое                              |
| Регулирование транспортной скорости | механическое                                | механическое                                |
| Тип рабочего органа                 | скребковая цепь                             | скребковая цепь                             |
| Скорость рабочей цепи, м/с          | 0,64 и 1,16                                 | 0,64 и 1,16                                 |
| Механизм подъёма рабочего органа    | гидравлический                              | гидравлический                              |
| Способ удаления грунта              | шнековый конвейер, в обе стороны от траншеи | шнековый конвейер, в обе стороны от траншеи |
| Транспортная длина, м               | 6,700                                       | 4,830                                       |
| Транспортная ширина, м              | 2,000                                       | 2,130                                       |
| Транспортная высота, м              | 2,000                                       | 3,580                                       |
| Масса, кг                           | 4530                                        | 4550                                        |
| Тип движителя                       | колёсный                                    | колёсный                                    |

Конструкцией экскаватора предусмотрена возможность установки сменного барового оборудования для работы с мёрзлыми грунтами, однако эффективная эксплуатация машины возможна только в условиях умеренного климата.

## Награды
- В 1969 году траншейный экскаватор ЭТЦ-161 получил золотую медаль на международной ярмарке в Лейпциге[9].
- В 1972 году экскаватор ЭТЦ-161 получил государственный знак качества[5].